# Street Fighter: The Legend of Chun-Li
Street Fighter: The Legend of Chun-Li (titulada en español Street Fighter: La leyenda de Chun-Li) es la segunda película de acción de actores reales basada en la serie de videojuegos Street Fighter; está dirigida por Andrzej Bartkowiak y fue estrenada en 2009. La película se estrenó, a escala más o menos mundial o de alcance del entonces nuevo videojuego (Street Fighter IV) el 27 de febrero de 2009.

## Sinopsis
De niña, Chun-Li vivía en una próspera familia. Su madre y su padre la adoraban, en especial este último, quien aspiraba que ella llegara a ser una gran pianista en el futuro.
Cuando la joven comenzó a demostrar interés por la práctica de artes marciales, su padre no se negó y comenzó a adiestrarla. Todo iba estupendamente hasta que un día, M. Bison entró en la casa y secuestró a su padre.
Continuando los deseos de su padre, Chun-Li se convirtió en pianista, hasta que un día recibe un extraño pergamino. Tras la muerte de su madre, decide buscar al dueño del pergamino, por lo que viaja a Bangkok, donde debe encontrar a Gen.
Al encontrar a Gen, este le transmite su sabiduría y la forma de acabar con Bison. Con ayuda de Charlie y la policía, Chun-Li tendrá que impedir que Bison construya su imperio. Bison amenazado, contrata a los mejores luchadores del mundo: Vega y Balrog, los cuales se encargaran de detener a la gente a cambio de la protección que les ejerce Bison contra la ley.

## Personajes
- Chun-Li: Su sed de venganza desata una gran ira en ella; pero, con la ayuda de Gen, podrá controlarla. Es rápida y fuerte a la vez. La venganza por su padre lo es todo.

- Gen: Se crio con Bison en las calles y antes era un famoso ladrón. Pero, al ver en lo que se había convertido su amigo, se retiró y creó la Orden de la Telaraña, un grupo que lucha en contra de toda la maldad por la justicia.

- M. Bison: En el pasado, nació como un bebé muy enfermo, pero nadie se ocupó de cuidarlo y decidieron dejarlo morir. Sobrevivió y se convirtió en ladrón. Se hizo famoso y no había nada que no pudiese conseguir. Para ser más poderoso, mató a su esposa e insertó todas sus debilidades en su hija, a la que buscaría más tarde para matarla también.

- Balrog: Es la mano derecha de Bison. Se encarga de todos sus trabajos sucios.

- Vega: Es un experto asesino que esconde su rostro detrás de una máscara.

- Cantana: Trabaja para Bison.

- Charlie Nash: Es un agente de la Interpol que investiga a M. Bison. Lleva muchos años tras de él.

- Rose: Es la hija de Bison.

- Maya Sunee: Agente de la policía tailandesa. Trabaja con Charlie Nash para tratar de capturar a Bison.

- Huang: Es el padre de Chun-Li, secuestrado por Bison y obligado a trabajar para él.

## Reparto
- Kristin Kreuk - Chun-Li
- Neal McDonough - M. Bison
- Chris Klein - Charlie
- Michael Clarke Duncan - Balrog
- Moon Bloodgood - Detective Maya Sunee (Crimson Viper)
- Taboo - Vega
- Robin Shou - Gen
- Edmund Chen - Xiang
- Josie Ho - Cantana
- Elizaveta Kiryukhina - Rose
- Inez Yan - Chun-Li de niña (5 años)
- Katherine Pemberton - Chun-Li de niña (10 años)
- Cheng Pei-pei - Zhilan
- William Rodriguez M. - William Guile

## Diferencias entre el videojuego y la película
La historia se basa en la trama de Street Fighter II, en la que Chun-Li busca venganza intentando acabar con Bison. Sin embargo, la adaptación se ha tomado muchas libertades respecto a la historia original del juego, que se relatan a continuación:
- En el videojuego, Bison nunca tuvo hijos ni cónyuge. Su plan no es crear un imperio en su ciudad natal, sino la de crear al guerrero definitivo bajo su mando. Curiosamente, la hija que se ve en el filme se llama Rose, quien en el juego, es una hechicera italiana que exorcizó el lado bueno de Bison y ella lo posee. Cabe destacar, que el aspecto físico y vestimentas de Bison en la película es totalmente diferente al del videojuego.

- En el videojuego, el padre de Chun-Li no se limitaba a hacer contactos, sino que era un agente de la Interpol. Chun-Li nunca ve cómo lo capturan ni tampoco cómo lo matan.

- En el filme, el padre de Chun-Li muere porque Bison le rompe el cuello. En el videojuego nunca se ha mencionado cómo lo mata, aunque algunas adaptaciones (como el filme anime de Street Fighter II: The Animated Movie) se da a entender que Bison lo arrojó desde un edificio muy alto. A su vez en la serie anime Street Fighter II-V es Cammy quien intenta asesinarlo, dejándolo en terapia intensiva como consecuencia.

- En el videojuego, Chun-Li nunca se dedica a ser pianista ni es millonaria, sino que directamente se prepara para convertirse en agente de la Interpol. Después de vencer a Bison se retira y abre un dojo para niños. Nada de esto se ve en la película.

- Gen no es en absoluto joven sino que tiene alrededor de 60 años. Nunca fue un ladrón sino un famoso asesino. Sufre de leucemia, por lo que su mayor objetivo no es lograr la paz como en el videojuego, sino la de encontrar un luchador que pueda matarle. También es él quién le enseña artes marciales a Chun-Li, no el padre de ésta (aunque sí comenzó entrenado con su padre y después lo continuó haciendo con Gen).

- Balrog jamás usa un arma, sino que siempre lucha con sus puños, pues es un excampeón mundial de boxeo. A pesar de ser la mano derecha de Bison, nunca empuña un arma porque las odia y lo considera innecesario, pues con la fuerza de sus puños es suficiente.

- Vega tiene más trascendencia de la que se le da en la película. Además, no lleva su uniforme de combate ni se da a conocer la razón por la que lleva máscara (aunque según Chun-li, esto es porque él era demasiado feo, cosa que completamente al revés en el videojuego). En el videojuego la lleva porque se le representa como un hombre narcisista, y no quiere que nadie lastime su rostro. Tampoco tiene el pelo negro como se ve en esta película (en el videojuego tiene el pelo castaño claro). Los orígenes de Vega, según el videojuego no coincidiendo con la película, son de España y no asiáticos.

- La técnica de bola de energía (Kikouken) que Chun-Li emplea en la película no se corresponde del todo con el videojuego y no la aprende de Gen, sino que es una técnica propia. También parece utilizar el "Spinning Bird Kick" en la discoteca para derrotar a los hombres que la rodeaban. Sin embargo, la diferencia es que aquí utiliza el ataque manteniendo las manos en el suelo y sin desplazarse.

- En el videojuego Charlie Nash, no es un policía de la Interpol sino un teniente del ejército estadounidense.

- No se incluyó a personajes como Guile, Ryu o Ken, cuando en el videojuego son personajes claves en el argumento de la lucha contra Bison. Sin embargo, Ryu es mencionado al final del filme.

- Chun-Li y Charlie, en el videojuego, están en contacto en todo momento para acabar con Bison. Sin embargo, en la película ella no se pone en contacto con él hasta el final del filme.

## Ubicaciones del rodaje
- Bangkok, Tailandia
- Hong Kong, Hong Kong
- Vancouver, Columbia Británica, Canadá
- Reno, Nevada, Estados Unidos
- Herlong, California, Estados Unidos